# Oued Athmania
Oued Athmania là một đô thị thuộc tỉnh Mila, Algérie. Dân số thời điểm năm 2002 là 35.934 người.